# Diecezja Pinheiro
Diecezja Pinheiro (łac. Dioecesis Pinerensis) – diecezja Kościoła rzymskokatolickiego w Brazylii. Należy do metropolii São Luís do Maranhão wchodzi w skład regionu kościelnego Nordeste V. Została erygowana przez papieża Piusa XII bullą Ad maius Christifidelium w dniu 22 lipca 1939 jako prałatura terytorialna Pinheiro. W 1979 podniesiona do rangi diecezji.